# Phoenix Film Critics Society Awards 2007
Na 8. ročníku udílení cen Phoenix Film Critics Society Awards byly předány ceny v těchto kategoriích dne 18. prosince 2007.

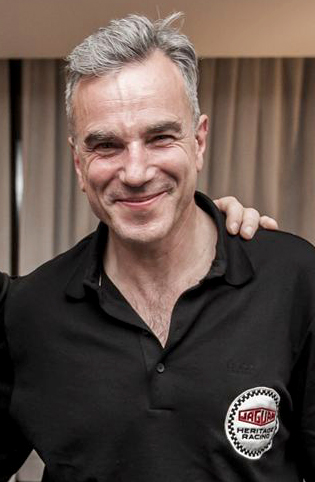
Daniel Day-Lewis, vítěz v kategorii nejlepší mužský herecký výkon v hlavní roli

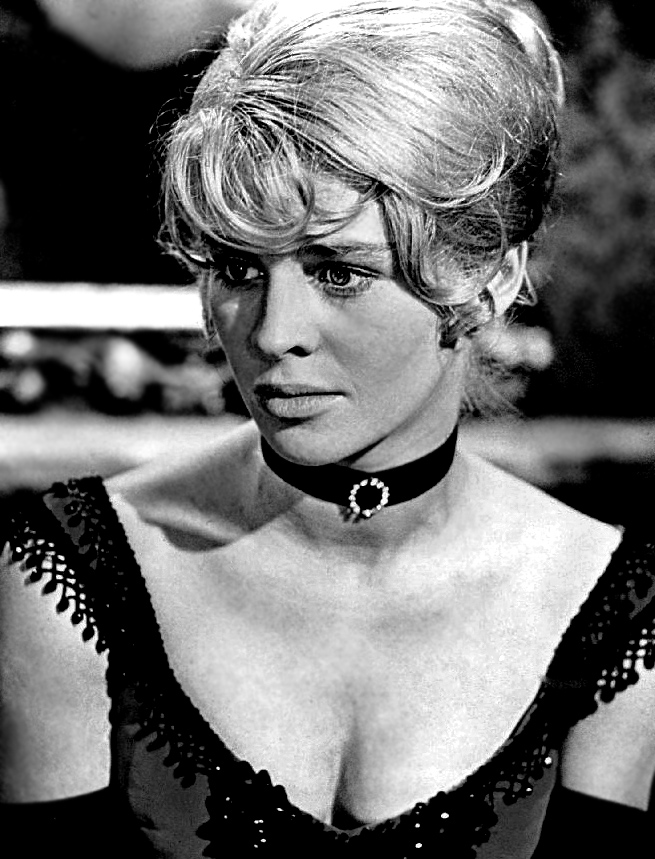
Julie Christie, vítězka v kategorii nejlepší ženský herecký výkon v hlavní roli

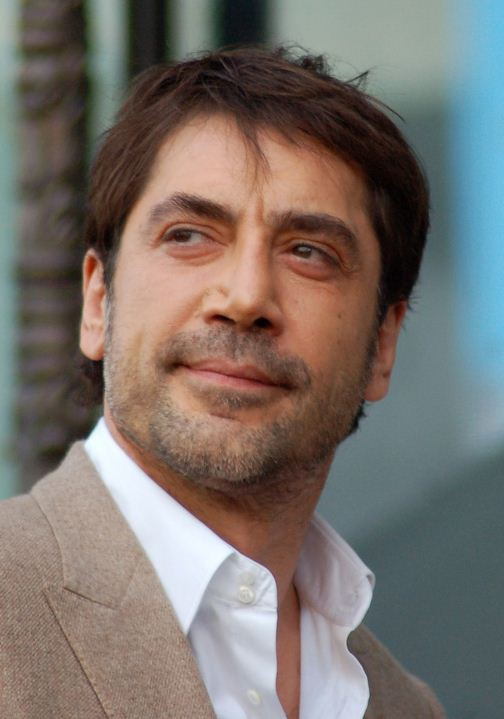
Javier Bardem, vítěz v kategorii nejlepší mužský herecký výkon ve vedlejší roli

## Vítězové
Nejlepší film: Tahle země není pro starý
Nejlepší režisér: Bratři Coenové – Tahle země není pro starý
Nejlepší původní scénář: Diablo Cody – Juno
Nejlepší adaptovaný scénář: Bratři Coenové – Tahle země není pro starý
Nejlepší mužský herecký výkon v hlavní roli: Daniel Day-Lewis – Až na krev
Nejlepší ženský herecký výkon v hlavní roli: Julie Christie – Daleko od ní
Nejlepší mužský herecký výkon ve vedlejší roli: Javier Bardem – Tahle země není pro starý
Nejlepší ženský herecký výkon ve vedlejší roli: Amy Ryan – Gone Baby Gone
Nejlepší obsazení: Tahle země není pro starý
Nejlepší kamera: Seamus McGarvey – Pokání
Nejlepší střih: Bratři Coenové – Tahle země není pro starý
Nejlepší skladatel: Dario Marianelli – Pokání
Nejlepší původní skladba: Glen Hansard a Markéta Irglová – „Falling Slowly“ – Once
Nejlepší výprava: Dante Ferretti– Sweeney Todd: Ďábelský holič z Fleet Street
Nejlepší kostýmy: Colleen Atwood – Sweeney Todd: Ďábelský holič z Fleet Street
Nejlepší vizuální efekty: Chris Watts – 300: Bitva u Thermopyl
Nejlepší dokument: SiCKO
Nejlepší animovaný film: Ratatouille
Nejlepší rodinný film: Kouzelná romance
Nejlepší cizojazyčný film: Skafandr a motýl
Nejlepší kaskadérský tým: Bourneovo ultimátum
Nejlepší výkon mladé herečky: Saoirse Ronan – Pokání
Nejlepší výkon mladého herce: Ed Sanders – Sweeney Todd: Ďábelský holič z Fleet Street
Objev roku před kamerou: Ellen Page – Juno
Objev roku za kamerou: Sarah Polley – Daleko od ní
Nejvíce přehlížený film: Hvězdný prach